# Plurale. Zeitschrift für Denkversionen
Plurale. Zeitschrift für Denkversionen ist eine interdisziplinäre Wissenschaftszeitschrift, die 2001 in Berlin von den Literatur-, Kultur- und Musikwissenschaftlern Mirjam Goller, Brigitte Obermayr, Guido Heldt und Susanne Strätling gegründet wurde. 
Ziel der Zeitschrift, so formulieren die vier Gründungsmitglieder ihren Anspruch in einem „Standort/suche/“ genannten Gründungsmanifest, über die Grenzen der eigenen akademischen Disziplin hinaus zu denken und zu schreiben: „Plurale (ver)sucht Bewegung, lädt dazu ein, die Potentiale der eigenen Disziplin zu nutzen, sich selbst und andere aus der Ruhe zu bringen: Der sich von Heft zu Heft ändernde thematische Fokus erlaubt ein Auffächern von Fragen und Methoden, von Denk- und Schreibweisen.“ Sie verstehen Plurale nicht als Fachzeitschrift, sondern als Fächer übergreifendes wissenschaftliches Organ.  
Seit 2009 ist die Redaktion von Plurale mit Anselmo Fox, Mirjam Goller, Guido Heldt, Jörg Silbermann besetzt. Seit 2006 wird die Redaktion durch thematisch angebundene Gastherausgeberschaften ergänzt. Für das Heft Beobachter 6 (2006) übernahm dies der Humangenetiker Konrad Oexle, für Alltag 7 (2008) die Slawistin Schamma Schahadat, für Betäubung 8 (2009) der Slawist Thomas Skowronek.

## Geschichte
Plurale. Zeitschrift für Denkversionen wurde aus einem akademischen Unbehagen heraus gegründet. Als konstruktive Kritik an der an Fächergrenzen und Forschungsvorhaben gebundene Publikationspraxis der wissenschaftlichen Disziplinen, wird Plurale als Forum für Dialog, Reibung und Auseinandersetzung diverser wissenschaftlicher Disziplinen verstanden. Die Idee und Erscheinungsform von Plurale ist in ihrem egalitären Nebeneinander von verschiedenen wissenschaftlichen Wahrheiten postmodern. Der Name leitet sich ab vom lateinischen pluralis (im Plural stehend).
2002 verließ Susanne Strätling die Redaktion, 2006 Brigitte Obermayr. Seit 2004 ist der Slawist und Geschichtswissenschaftler Jörg Silbermann Mitherausgeber, seit 2008 der Künstler Anselmo Fox, der die Zeitschrift bereits seit längerem beratend begleitet hat.

## Organisation
Die Zeitschrift wird finanziell gestützt und gefördert durch den gleichnamigen Verein Plurale e.V., dessen hauptamtliche Aufgabe die Herausgabe der Zeitschrift ist.
Erscheinungsort ist Berlin, Redaktionsadresse die Humboldt-Universität zu Berlin.
Die Zeitschrift Plurale wird einerseits durch ein themenspezifisches Sponsoring finanziert, andererseits durch die Vereinsbeiträge der Mitglieder von Plurale e.V. und durch die Einnahmen, die durch den Verkauf der Zeitschrift erzielt werden (15,00 € für ein Heft, ermäßigt 10,00 €, Abonnement 12,00 €).
Für das „themenspezifische Sponsoring“ wird jeweils ein Unternehmen gesucht, das thematisch mit dem Gegenstand des Heftes verbunden ist. Der Sponsor wird mit einem Artikel oder einem Interview im Heft vertreten und auf der Homepage genannt.

## Verbreitung
Plurale erscheint in einer Auflage von 300 Heften à 350 Seiten, die im deutschsprachigen Raum an Buchhandlungen, Bibliotheken und Privatkunden verkauft werden. Das Publikum besteht überwiegend aus wissenschaftlich und philosophisch interessierten Lesern, die eine Fragestellung von unterschiedlichen Disziplinen besprochen sehen möchten. 

## Erscheinungsform
Die Zeitschrift erscheint in einem nicht ganz regelmäßigen Rhythmus von neun bis zwölf Monaten in einem jeweils 300 bis 350 Seiten starken Heft im DIN A 5-Format. Jede Ausgabe hat ein anderes Thema zum Gegenstand und sammelt hierzu in der Rubrik Notationen Stimmen unterschiedlicher wissenschaftlicher Disziplinen. Bislang erschienen Hefte zum Thema „Oberflächen“ 0 (2001), „fallen“ 1 (2002), „Natur“ 2 (2002), „böse“ 3 (2003), „Werkzeug“ 4 (2005), „Gewinn“ 5 (2006), „Beobachter“ 6 (2007), „Alltag“ 7 (2008), „Betäubung“ 8 (2010), „Übergriffe“ 9 (2013). 
Plurale gliedert sich die Rubriken Editorial (Exposé zum jeweiligen Thema), Notationen (Artikelteil), Transpositionen (Übersetzung eines philosophischen oder kulturwissenschaftlichen Textes, der bislang noch nicht auf Deutsch vorlag), Auktorial (Informationen zu den jeweiligen Autoren des Hefts), Auspizien (Exposé zum Thema des Folgehefts). In Transpositionen erschienen bislang Übersetzungen aus dem Italienischen („böse“), Polnischen („Alltag“), Russischen („Oberflächen“, „fallen“, „Werkzeug“, „Gewinn“, „Beobachter“) und Ungarischen („Natur“).

## PluraleKunst
Seit 2002 bietet Plurale immer wieder Titelbilder an, die von Künstlern eigens für diese Zeitschrift gestaltet wurden. Für „Natur“ war dies der Maler Tom Leonhardt, für „böse“ der Fotograf und Installationskünstler Harald F. Müller, für „Werkzeug“ die Malerin Irene Suhr, für „Alltag“ der Bildhauer und Installationskünstler Anselmo Fox. 
Plurale begreift Kunst als Denkversion, die nicht nur besprochen und gezeigt werden kann, sondern für sich selbst spricht.